# Andrea Bussmann

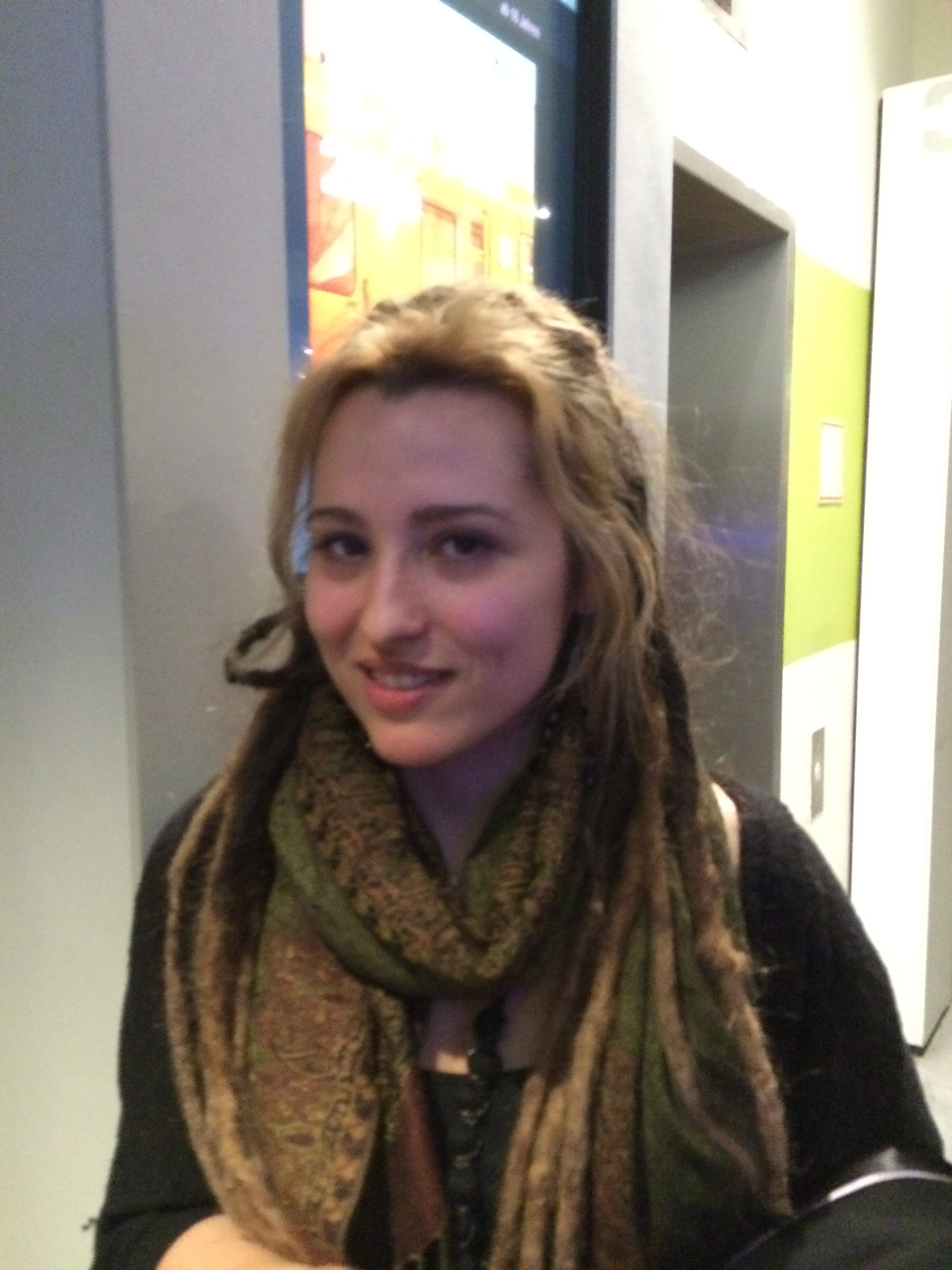
Andrea Bussmann nach der Premiere von Tales of Two Who Dreamt auf der Berlinale 2016, 16. Februar 2016.

Andrea Bussmann (* 1980 in Toronto) ist eine kanadische Regisseurin, Drehbuchautorin, Filmproduzentin und Kamerafrau.

## Leben
Bussmann studierte Sozialanthropologie an der York University in ihrer Heimatstadt Toronto. Dort erwarb sie 2009 auch ihren Master in Filmproduktion. 2011 veröffentlichte sie mit He Whose Face Gives No Light ihren ersten Kurzfilm. In diesem machte sie die Dreharbeiten für einen Spielfilm zum Thema. Statt eines Making-ofs schuf Bussmann ein Porträt der alten mexikanischen Laiendarsteller. An diese Konstellation knüpfte sie in mit ihrem ersten Langfilm an. Gemeinsam mit Nicolás Pereda drehte Bussmann Tales of Two Who Dreamt, der im Rahmen der Internationalen Filmfestspiele Berlin 2016 seine Premiere hatte.
Bussmann ist mit Nicolás Pereda verheiratet.

## Filmografie
- 2011: He Whose Face Gives No Light (Kurzfilm)
- 2016: Tales of Two Who Dreamt
- 2018: Fausto